# Somme (dipartimento)
Il Somme è un dipartimento francese della regione dell'Alta Francia. Il nome del dipartimento deriva dal nome del fiume omonimo che scorre nel suo territorio.
Il territorio del dipartimento confina con i dipartimenti dello Passo di Calais (Pas-de-Calais) a nord, del Nord a nord-est, dell'Aisne a est, dell'Oise a sud e della Senna Marittima (Seine-Maritime) a ovest.
Le principali città, oltre al capoluogo Amiens, sono Abbeville, Montdidier, Péronne, Albert, Doullens e Roye.
Il dipartimento è stato creato dopo la Rivoluzione francese, il 4 marzo 1790, in applicazione della legge del 22 dicembre 1789, a partire da una suddivisione della provincia della Piccardia.